# Arnoud Okken
Arnoud Okken (* 20. dubna 1982, Doetinchem, Gelderland) je nizozemský atlet, který na halovém ME 2007 v Birminghamu vybojoval zlatou medaili v běhu na 800 metrů.
V roce 2001 získal stříbrnou medaili na juniorském mistrovství Evropy v italském Grossetu. O rok později skončil na evropském šampionátu v Mnichově na 5. místě. Na Mistrovství Evropy v atletice 2010 v Barceloně postoupil do finále, kde jako nejstarší doběhl v čase 1:47,31 těsně pod stupni vítězů, na 4. místě. Na bronzovou medaili, kterou získal Polák Adam Kszczot ztratil 9 setin sekundy.